# Джиммі Ніколл
Джиммі Ніколл (англ. Jimmy Nicholl, нар. 28 грудня 1956, Гамільтон) — північноірландський футболіст, захисник. По завершенні ігрової кар'єри — футбольний тренер. Наразі входить до тренерського штабу клубу «Кілмарнок».
Як гравець насамперед відомий виступами за клуб «Манчестер Юнайтед», а також національну збірну Північної Ірландії.

## Клубна кар'єра
Народився 28 грудня 1956 року в канадському Гамільтоні. Вихованець футбольної школи клубу «Манчестер Юнайтед». Дорослу футбольну кар'єру розпочав 1973 року в основній команді того ж клубу, в якій провів дев'ять сезонів, взявши участь у 197 матчах чемпіонату. Більшість часу, проведеного у складі «Манчестер Юнайтед», був основним гравцем захисту команди.
Згодом з 1982 по 1990 рік грав у складі команд клубів «Сандерленд», «Торонто Бліззард», «Рейнджерс», «Вест-Бромвіч Альбіон» та «Данфермлайн».
Завершив професійну ігрову кар'єру в шотландському клубі «Рейт Роверз», за команду якого виступав як граючий тренер протягом 1990—1991 років.

## Виступи за збірну
У 1976 році дебютував в офіційних матчах у складі національної збірної Північної Ірландії. Протягом кар'єри у національній команді, яка тривала 11 років, провів у формі головної команди країни 72 матчі, забивши 1 гол.
У складі збірної був учасником чемпіонату світу 1982 року в Іспанії, чемпіонату світу 1986 року у Мексиці.

## Кар'єра тренера
Розпочав тренерську кар'єру, ще продовжуючи грати на полі, 1990 року, очоливши тренерський штаб клубу «Рейт Роверс».
В подальшому очолював команди клубів «Міллволл», «Данфермлайн» та «Ковденбіт», а також входив до тренерського штабу клубу «Абердин».
2010 року входив до тренерського штабу «Кілмарнока», після чого на один сезон став головним тренером «Ковденбіта».
У 2013 році деякий час виконував обов'язки головного тренера «Гіберніана», пізніше у тому ж році удруге очолив «Ковденбіта». Цього разу пропрацював у клубі два сезони. Залишив його після того, як команда не змогла в сезоні 2014/15 зберегти місце у Чемпіоншипі, другому за силою шотландському дивізіоні.
Протягом травня 2018 року виконував обов'язки головного тренера у «Рейнджерс».

## Досягнення
Гравець
- Володар Кубка Англії:

«Манчестер Юнайтед»: 1976–77
- Володар Суперкубка Англії:

«Манчестер Юнайтед»: 1977
- Чемпіон Шотландії:

«Рейнджерс»: 1986–87, 1988–89
- Володар Кубка шотландської ліги:

«Рейнджерс»: 1983–84, 1986–87, 1987–88, 1988–89
Тренер
- Володар Кубка шотландської ліги:

«Рейт Роверз»: 1994–95